# Colobothea subcincta
Colobothea subcincta es una especie de escarabajo longicornio del género Colobothea, categorizada en la tribu Colobotheini, de la subfamilia Lamiinae. Fue descrita por Castelnau en 1840.

## Descripción
Mide 11,5-16,5 mm de longitud.

## Distribución
Se distribuye por Brasil.